# Evan Rachel Woodová
Evan Rachel Woodová (nepřechýleně Wood; * 7. září 1987 Raleighu, Severní Karolína USA) je americká herečka a zpěvačka. Svoji hereckou kariéru zahájila ke konci roku 1995, když vystupovala v několika televizních pořadech, včetně Tajemný příběh z Ameriky a Druhá šance. Svůj filmový debut zaznamenala ve filmu Strážce tajemství (2002) a proslula zejména díky své nominaci na Zlatý glóbus za své účinkování v dramatickém filmu Třináctka (2003).
Získávala role zejména do nezávislých filmů jako Svádění (2005), Cizinec (2005), Hlava nehlava (2006) a velkém studiovém filmu Across the Universe (2007). Od roku 2008 Woodová začala hrát ve více vážných filmech, vč. Wrestler' (2008), Užívej si, co to jde (2009) a Den zrady (2011). Vrátila se také na televizní obrazovky do vedlejší role královny Sophie-Anne v seriálu Pravá krev a to od roku 2009 do roku 2011 a zahrála si dceru Kate Winsletové v mini seriálu od HBO, Mildred Pierceová, za tuto roli byla nominována na Zlatý glóbus a cenu Emmy za nejlepší herečku ve vedlejší roli.
Magazínem The Guardian byla označena „jednou z nejlepších hereček své generace“.

## Dětství a rodina
Narodila se v Raleighu v Severní Karolíně. Její otec, Ira David Wood III, je místní prominentní herec, zpěvák, divadelní režisér, dramatik a výkonný ředitel tamějšího regionálního divadla jménem Theatre in the Park. Její matka, Sara Lynn Mooreová (* 6. března 1958) je herečka, režisérka a učitelka herectví. Její bratr, Ira David Wood IV, je také herec; má také dalšího bratra, Dana. Její teta z otcovy strany, Carol Winstead Woodová, je Hollywoodská produkční návrhářka.

## Osobní život
V roce 2005 začala chodit s britským hercem Jamie Bellem poté, co si spolu zahráli v hudebním videu skupiny Green Day k písničce „Wake Me Up When September Ends“. V lednu 2007 začala oficiálně chodit se zpěvákem Marilynem Mansonem. V lednu 2010 se dvojice zasnoubila, své zasnoubení ukončili o sedm měsíců později.
V roce 2011 se přiznala prostřednictvím svého Twitteru k bisexualitě. Ten samý rok se po pěti letech dala znovu dohromady s Bellem. Dvojice se vzala dne 30. října 2012 a jejich první syn se narodil v červenci roku 2013. V květnu roku 2014 dvojice oznámila svůj rozchod. Po rozchodu s Bellem chodila s herečkou Katherine Moennig. V lednu roku 2017 se zasnoubila se členem kapely Zachem Villem. V září roku 2017 zasnoubení ukončili.

## Filmografie

### Film
| Rok           | Název                        | Role                           | Poznámky            |
| ------------- | ---------------------------- | ------------------------------ | ------------------- |
| 1998          | Tunel do Číny                | Harriet Frankovitzová          |                     |
| 1998          | Magická posedlost            | Kylie Owensová                 |                     |
| 1999          | Down Will Come Baby          | Robin Garrová                  | TV film             |
| 2002          | Strážce tajemství            | Emily Lindstromová             |                     |
| 2002          | Simone                       | Lainey Christianová            |                     |
| 2003          | Ztracené                     | Lily Gilkesonová               |                     |
| 2003          | Třináctka                    | Tracy Louise Freelandová       |                     |
| 2005          | Svádění                      | Kimberly Joyceová              |                     |
| 2005          | Vztekle tvá                  | Lavender 'Popeye' Wolfmeyerová |                     |
| 2005          | Cizinec                      | October "Tobe"                 |                     |
| 2006          | Hlava nehlava                | Natalie Finchová               |                     |
| 2006          | Asterix a Vikingové          | Abba                           | anglický dubing     |
| 2006          | Past na žraloka              | Cordelia (hlas)                |                     |
| 2007          | Král Kalifornie              | Miranda                        |                     |
| 2007          | Napříč vesmírem              | Lucy Carriganová               |                     |
| 2007          | Bitva o planetu Terra 3D     | Mala (hlas)                    |                     |
| 2007          | Pocit viny                   | mladá Diana                    |                     |
| 2008          | Wrestler                     | Stephanie Ramzinskiova         |                     |
| 2009          | Užívej si, co to jde         | Melodie                        |                     |
| 2010          | Konspirátor                  | Anna Surrattová                |                     |
| 2011          | Den zrady                    | Molly Stearnsová               |                     |
| 2013          | Muž na míru                  | Birdie Hazelová                |                     |
| 2014          | Naboso                       | Daisy Kensingtonová            |                     |
| 2015          | Zázračné kouzle              | Marianne (hlas)                |                     |
| 2015          | Into the Forest              | Eva                            |                     |
| 2017          | Nebezpečná něha              | Laura Drake                    |                     |
| 2018          | Flavors of Youth             | Yi Lin (hlas)                  | anglický dabing     |
| 2019          | Ledové království II         | Královna Iduna (hlas)          |                     |
| 2019          | Myth: A Frozen Tale          | vypravěč                       | krátkometrážní film |
| 2020          | Kajillionaire                | Stará Dolio                    |                     |
| 2020          | Viena and the Fantomes       | Susi                           |                     |
| 2020          | Děti showbyznysu             | Samu sebe                      | dokument            |
| bude oznámeno | Weird: The Al Yankovic Story | Madonna                        |                     |

### Televize
| Rok       | Název                 | Role                            | Poznámky                                          |
| --------- | --------------------- | ------------------------------- | ------------------------------------------------- |
| 1998      | Případ pro Sam        | Chloe Watersová                 | 6 dílů                                            |
| 1999–2002 | Druhá šance           | Jessie Sammlerová               | hlavní role, 55 dílů                              |
| 2002      | Západní křídlo        | Hogan Creggová                  | díl: „The Black Vera Wang“                        |
| 2003      | Kriminálka Las Vegas  | Nora Easton                     | díl: „Ztracená matka“                             |
| 2009–2011 | Pravá krev            | královna Sophie-Anne Leclerqová | 8 dílů                                            |
| 2011      | Mildred Pierceová     | Veda Pierceová                  | Miniseriál                                        |
| 2013      | Robot Chicken         | Minnie / Matka (hlas)           | díl: „Botched Jewel Heist“                        |
| 2015      | Doll & Em             | Evan                            | 5 dílů                                            |
| 2016–2022 | Westworld             | Dolores Abernathyová            | hlavní role                                       |
| 2018–2019 | Drunk History         | Deborah Sampsonová/Mary Shelley | díly: „Heroines“ a „Are You Afraid of the Drunk?“ |
| 2019      | Co děláme v temnotách | Evan                            | díl: „The Trial“                                  |
| 2022      | Jako Fénix z popela   | Samu sebe                       | dokumentární minisérie                            |